# Bernard Bourgeois
Pour les articles homonymes, voir Bourgeois.
Bernard Bourgeois, né le 2 septembre 1929 à Varennes-Saint-Sauveur (Saône-et-Loire) et mort le 26 mars 2024 à Viriat (Ain), est un philosophe français. Membre de l'Académie des sciences morales et politiques, il en est le président en 2014.
Il est spécialiste de l'histoire de la philosophie allemande moderne de Kant à Marx, et notamment de Hegel dont il a traduit plusieurs ouvrages.
Ses domaines d’études comprennent la logique et la dialectique, la raison et le droit politique, la philosophie de l'histoire, les rapports de la religion et de la philosophie, ainsi que la pédagogie.

## Biographie
Bernard Bourgeois est un ancien élève de l'École normale supérieure de la promotion 1951. Il est agrégé de philosophie en 1954.
Après son service militaire comme officier de tirailleurs en Algérie en 1954-1957, il est professeur au lycée de Mâcon de 1957 à 1963. Il enseigne par la suite à la Faculté des Lettres et des Sciences humaines de Lyon. Il soutient son doctorat à l'université Paris-Sorbonne en 1972 et devient professeur à l'université Lyon 2, puis l'université Lyon-III jusqu'en 1989. En mars 1979, il est élu en tant que vice-président enseignant de Lyon-III, et exprime ses craintes face à la situation de l'université . En 1989, il est élu professeur à l'université Paris 1 Panthéon-Sorbonne.
Il a assumé parallèlement de nombreuses responsabilités institutionnelles en tant que doyen de la Faculté de Lyon, membre du Conseil national des universités, membre de la Commission française pour l'UNESCO et directeur d'une UMS regroupant la Fondation pour la Science, l'Institut international de philosophie et la Société française de philosophie. Il a présidé également le jury d'agrégation de 1980 à 1986 et de 1998 à 1999. De 1991 à 2010 il préside la Société française de philosophie.
Il est également directeur de la Revue de métaphysique et de morale, ainsi que membre du Conseil d'administration de la « Fondation Ostad Elahi – éthique et solidarité humaine » depuis la création de cette dernière en 2000.
Professeur émérite des universités, il est élu le 2 décembre 2002 à l'Académie des sciences morales et politiques dans la section philosophie, au fauteuil d'Olivier Lacombe. Il est délégué à la Séance solennelle des Cinq Académies en 2008 et préside l'Académie en 2014.

## Bourgeois et Hegel
Les travaux de Bernard Bourgeois sur la philosophie de Hegel se situent dans la problématique de la philosophie française du XXe siècle inaugurée par Jean Wahl et Alexandre Kojève et poursuivie avec Jean Hyppolite. Hegel est alors une figure dominante de la philosophie autour de laquelle se cristallisent plusieurs courants philosophiques de l'existentialisme, de la phénoménologie, du marxisme et bientôt de la déconstruction.
Bourgeois a vu dans le hégélianisme non pas un antécédent du marxisme, mais a considéré au contraire le marxisme comme une parenthèse de l'histoire et le hégélianisme comme la philosophie de la liberté. Il amorce une polémique contre la doctrine de la fin de l'histoire de Francis Fukuyama lequel considère la démocratie libérale comme le point final de l'évolution idéologique de l'humanité.

## Décorations
- Chevalier de la Légion d'honneur[8]
- Chevalier de l'ordre des Palmes académiques[8]

## Publications
- L’idéalisme de Fichte, Paris, PUF, 1968 (réédition Vrin, 1985)
- La pensée politique de Hegel, Paris, PUF, 1969
- Hegel à Francfort ou Judaïsme, Christianisme, Hégélianisme, Paris, Vrin, 1970
- Le droit naturel de Hegel. Commentaire, Paris, Vrin, 1986
- Philosophie et droits de l’homme, Paris, PUF, 1990
- Éternité et historicité de l’Esprit selon Hegel, Paris, Vrin, 1991
- Études hégéliennes. Raison et décision, Paris, PUF, 1992
- La philosophie allemande classique, Paris, PUF, 1995
- Hegel, Paris, Ellipses, 1998
- Fichte, Paris, Ellipses, 2000
- Le vocabulaire de Fichte, Paris, Ellipses, 2000
- Le vocabulaire de Hegel, Paris, Ellipses, 2000
- L’idéalisme allemand : Alternatives et progrès, Paris, Vrin, 2000
- La raison moderne et le droit politique, Paris, Vrin, 2000
- Hegel. Les actes de l’Esprit, Paris, Vrin, 2001
- Les sciences morales et politiques [sous la dir. de], Paris, Hermann, 2016
- Sept questions politiques du jour, Paris, Vrin, 2017
- Penser l’histoire du présent avec Hegel, Paris, Vrin, 2017
- Sur l’histoire ou la politique, Paris, Vrin, 2018
- Pour Hegel, Paris, Vrin, 2019

### Traductions
- Hegel, Encyclopédie des sciences philosophiques, I : La science de la logique, Paris, Vrin, 1970
- Hegel, Des manières de traiter scientifiquement du droit naturel, Paris, Vrin, 1972
- Hegel, Textes pédagogiques, Paris, Vrin, 1978
- Hegel, Encyclopédie des sciences philosophiques, III : Philosophie de l’esprit, Paris, Vrin, 1988
- Hegel, Concepts préliminaires de l’Encyclopédie des sciences philosophiques, Paris, Vrin, 1994
- Hegel, Préface. Introduction à la Phénoménologie de l’Esprit, Paris, Vrin, 1997
- Hegel, Encyclopédie des sciences philosophiques, II : Philosophie de la Nature, Paris, Vrin, 2004
- Hegel, Phénoménologie de l'Esprit, Paris, Vrin, 2006
- Hegel, Science de la logique, I : L'Être, Paris, Vrin, 2015
- Hegel, Science de la logique, II : L'essence, Paris, Vrin, 2016
- Hegel, Science de la logique, III : Le concept, Paris, Vrin, 2016

#### Notice biographique
- Bernard Deloche, "PERSONNAGES/Bref panorama de la philosophie lyonnaise du XXe siècle", Histoires lyonnaises, carnet de recherches, décembre 2018 (https://lyonnais.hypotheses.org/4113, consulté le 19 août 2019).

#### Hommages
- 2000 - Autour de Hegel : Hommage à Bernard Bourgeois, éd. François Dagognet et Pierre Osmo
- 2004 - Cérémonie de remise de l'épée d'académicien à Bernard Bourgeois, Sorbonne, 2004.
- 2007 - L'héritage de la raison : Hommage à Bernard Bourgeois, éd. Emmanuel Cattin et Franck Fischbach

#### Études
- Robert Jordens, « Bernard Bourgeois, L'idéalisme de Fichte » [compte-rendu], in Revue philosophique de Louvain. Quatrième série, tome 69, n°3, 1971. p. 425, [lire en ligne].
- Emmanuel Lévinas, "Hegel et les juifs" dans Difficile liberté, Paris, Albin Michel, coll. « Présence du judaïsme », nouvelle édition aug. 1976, 3e édit. 1983, 4e édition 1995, 5e édition 2006